# Elapsoidea trapei
Elapsoidea trapei là một loài rắn trong họ Rắn hổ. Loài này được Mane miêu tả khoa học đầu tiên năm 1999.